# Peter Mankoč
Peter Mankoč (Liubliana, 4 de julho de 1978) é um nadador esloveno, multi-medalhista no Campeonato Europeu de Natação em piscina curta.

## Vida pessoal
Mankoč nasceu em Liubliana, onde ele tem vivido a sua vida inteira. A natação foi a sua primeira paixão; como muitos outros nadadores de grande sucesso, ele começou treinar muito jovem, aos 8 anos de idade. Como um dos melhores atletas da Eslovênia, ele foi empregado como oficial de polícia pelo Governo esloveno.

## Carreira
Com altura de 1,92 m e peso de 87 kg, Mankoč sempre foi um nadador de curta distância. Sua força e explosão levou-o a preferir disputar as provas de curta distância, onde ele conseguiu seus melhores resultados.
É membro do clube de natação Ljubljana Ilirija, onde ele treina com a orientação do técnico Dimitrij Mancevič.
Mankoč participou em cinco Jogos Olímpicos, 1996, 2000, 2004 e 2012. Seu melhor resultado é um 10º lugar nos Jogos Olímpicos de 2008, obtido nos 100 metros borboleta.
Ele também participou de quatro Campeonatos Mundiais, de 2001 a 2007. Seus melhores resultados são o 8º lugar nos 100 m borboleta em 2007 e 7º lugar dos 200 m medley em 2003. Além disso, ele tem 8 outras aparições em finais.
Ele nadou nos Campeonatos Europeus de 1997, 1999, 2000, 2002, 2004, com 4 aparições em finais.
Além das 5 medalhas nos Mundias em Piscina Curta, ele ainda 7 outras aparições em finais, entre 1997 e 2006.
Mankoč participou em 11 Campeonatos Europeus em piscina curta, onde ele coleciona 17 medalhas em 26 aparições em finais. Ele é mais conhecido como o único nadador que conseguiu a medalha de ouro, em um único evento, por 9 edições consecutivas.